# North Dakota Highway 1
Der North Dakota Highway 1 (kurz ND 1) ist ein Highway im US-Bundesstaat North Dakota.
Der Highway beginnt in Ludden am South Dakota Highway 37 und endet am Manitoba Highway 31 in Maira. Der Highway wurde 1939 eröffnet.